# محمود ذهب النجفي
الشيخ محمود بن محمد بن ياسين بن ذهب النجفي الظالمي (ت. 1324 هـ). هو رجل دين وفقيه شيعي عراقي نجفي؛ كان من تلامذة محمد كاظم الخراساني بالإضافة إلى تتلمذه على يد محمد حسين الكاظمي، وهادي الطهراني، ونعمة بن علاء الدين الطريحي.
وتسميته الظالمي نسبة إلى قبيلة الظوالم، وهي إحدى قبائل العراق العربية المعروفة في الرميثة، وهو من آل بو حسين التي هي فرقة من الظوالم بين السماوة والديوانية.
وكانت وفاته بالنجف في غُرّة شهر جمادى الأولى 1324 هـ بسبب الحمى المحرقة، وقد دُفن في إيوان الحجرة الثالثة من جهة الشرق من الصحن العلوي، وصار له تشييعٌ كبير.

## مؤلفاته
ذُكر من مؤلّفاته:
| - حاشية الرسائل. حاشيةٌ على كتاب فرائد الأصول الذي يُسمّى الرسائل وهو من تأليف مرتضى الأنصاري. وقد ذكر الأمين في أعيانه أن هذه الحاشية غير تامة، وذكر الطهراني في ذريعته أنّ الحاشية تمّت من أول الكتاب إلى آخر الشبهة المحصورة. - رسالة في العلم الإجمالي. | - رسالة في مسألة أنّ المُتنجّس لا يُنجّس. - مسائل التقليد. يتكلم في هذه الرسالة عن ثلاثة مسائل من مسائل التقليد؛ أحدها في عدم جواز تقليد الميت، والثانية في تقليد الأعلم، والثالثة في بيان موضوع التقليد وأحكامه. |

### كتب
- أعيان الشيعة. محسن الأمين، طبع بيروت - لبنان، تاريخ الطبع مفقود، منشورات دار التعارف.
- الذريعة إلى تصانيف الشيعة. آغا بزرگ الطهراني، طبع بيروت - لبنان، تاريخ الطبع مفقود، منشورات دار الأضواء.

### إشارات مرجعية
1. 1 2 3  
الأمين، محسن. أعيان الشيعة - ج10. ص. 110. مؤرشف من الأصل في 2019-12-13.
2. ↑  الطهراني، آغا بزرگ. الذريعة إلى تصانيف الشيعة - ج6. ص. 161. مؤرشف من الأصل في 2019-12-15.
3. ↑  النجف الاشرف عاصمة الثقافة الإسلامية 2012 - محمود ذهب النجفي نسخة محفوظة 12 مارس 2020 على موقع واي باك مشين.
4. ↑  الطهراني، آغا بزرگ. الذريعة إلى تصانيف الشيعة - ج20. ص. 340. مؤرشف من الأصل في 2019-12-15.